# American Journal of Human Genetics
American Journal of Human Genetics è una rivista scientifica peer-reviewed, mensile, che si occupa di genetica umana, in particolare di genetica clinica. Fondata nel 1948 dall'American Society of Human Genetics ed edita per la prima volta nel 1949, tratta tutti gli aspetti dell'ereditarietà negli esseri umani, tra cui l'applicazione della genetica in medicina, nella politica pubblica e nella comprensione della biologia molecolare e della citologia. Secondo Journal Citation Reports, nel 2020 la rivista aveva un impact factor di 11,043. Il giornale è edito dall'agenzia di stampa Cell Press, gestita da Elsevier; il suo attuale caporedattore è Bruce R. Korf.

## Precedenti caporedattori
- Charles W. Cotterham (1948-1951)[5]
- Herluf H. Strandskov (1952-1954)
- Laurence H. Snyder (1955)
- Arthur G. Steinberg (1956-1961)[6]
- C. Nash Herndon (1962-1963)
- H. Eldon Sutton (1964-1969)
- Arno Motulsky (1970-1975)
- William J. Mellman (1976-1978)
- David E. Comings (1979-1986)
- Charles Epstein (1986-1993)
- Peter H. Byers (1993-1999)[7]
- Stephen T. Warren (1999-2005)[8]
- Cynthia C. Morton (2005-2011)
- David L. Nelson (2011-2017)